# Incursão do al-Shabaab na Etiópia em 2022
A incursão do al-Shabaab na Etiópia iniciou-se em julho de 2022 quando o grupo militante islamista al-Shabaab lançou uma incursão a partir da Somália na Região Somali da Etiópia. Após ataques no lado somali da fronteira, os militantes rebeldes atacaram inicialmente a Zona Afder da Etiópia em 21 de julho e ocuparam a cidade de Hulhul antes de serem rechaçados pelas forças paramilitares da Região Somali. Em 25 de julho, os militantes lançaram uma segunda incursão em Ferfer, que também foi derrotada. Outros ataques transfronteiriços continuaram nos dias seguintes, enquanto a Etiópia lançou um contra-ataque em resposta. A invasão foi o maior ataque do al-Shabaab em território etíope até o momento.

## Antecedentes
Historicamente, a fronteira entre a Etiópia e a Somália foi disputada e foi palco de várias guerras e pequenos conflitos armados. Além disso, o leste da Etiópia foi afetado por várias rebeliões etno-nacionalistas, algumas das quais motivadas pelo separatismo na Região Somali e Oromia.
A Somália entrou em colapso na guerra civil nas décadas de 1980-1990, e um grupo militante somali chamado Al-Itihaad al-Islamiya começou a lançar incursões à Etiópia em meados da década de 1990. Ao fazê-lo, possivelmente forjou ligações com rebeldes locais, como a Frente Islâmica para a Libertação de Oromia. Em 1996, a Etiópia respondeu a esses raides lançando sua primeira intervenção armada na Somália, seguida por outra intervenção a partir de 2006. Desde então, o país manteve uma presença armada, mobilizando tanto a Força de Defesa Nacional da Etiópia quanto a polícia de Liyu  no país vizinho. Em suas intervenções, a Etiópia lutou contra vários grupos rebeldes somalis, principalmente al-Shabaab, sucessor do Al-Itihaad al-Islamiya. Internacionalmente, o al-Shabaab alinhou-se com a al-Qaeda. O grupo também expressou apoio às ideias pan-somalis, descrevendo a fronteira entre a Etiópia e a Somália como "artificial".
No geral, al-Shabaab conseguiu organizar apenas alguns ataques dentro da Etiópia. Em 2006, uma força do al-Shabaab liderada por Aden Ayrow invadiu a Etiópia em vingança da intervenção etíope na Somália, mas esta operação foi rapidamente derrotada. O líder do Al-Shabaab, Ahmed Abdi Godane, em seguida, criou o Jabhat ou "Frente Etíope" para organizar ataques terroristas, mas essa força não conseguiu causar impacto. Outros planos de ataque da ala de inteligência da al-Shabaab Amniyaat também foram frustrados. As autoridades etíopes frequentemente detinham suspeitos de infiltração rebelde. Em 2020, no entanto, a Guerra do Tigray eclodiu e enfraqueceu muito a Força de Defesa Nacional da Etiópia, resultando em uma retirada parcial das forças etíopes da Somália. Apesar disso, 4.000 soldados etíopes permaneceram estacionados na Somália em meados de 2022. Enquanto isso, al-Shabaab experimentou um período de crescimento, aumentando o número de seus ataques e capturando mais território na Somália.
Em 2021, parecia que o governo etíope poderia entrar em colapso devido à Guerra do Tigray; o analista de segurança Matt Bryden argumentou que o al-Shabaab provavelmente começou a planejar uma invasão nessa época, esperando explorar a instabilidade de seu inimigo de longa data. O grupo rebelde começou a treinar milhares de combatentes para esta operação, recrutando um grande número de somalis e oromos étnicos da Etiópia. Um incentivo adicional para lançar uma invasão se apresentou quando Hassan Sheikh Mohamud foi eleito presidente da Somália; Hassan prometeu lançar uma campanha mais agressiva contra o al-Shabaab, que assim se preocupou em "estabelecer profundidade estratégica" expandindo sua área de operações para a Etiópia. Em maio de 2022, os insurgentes lançaram uma série de ataques para enfraquecer a presença etíope de das forças pró-governo somali na fronteira, possivelmente para se preparar para a próxima invasão. No início de julho, Osman Abu Abdi Rahman, governador da al-Shabaab de Bakool, declarou guerra à polícia de Liyu.

## Invasão
A ofensiva rebelde começou em 20 de julho de 2022, quando o al-Shabaab desligou as redes telefônicas em todo o Estado do Sudoeste da Somália . Uma unidade do al-Shabaab então lançou um ataque surpresa a quatro assentamentos no lado somali da fronteira, incluindo as cidades de Aato e Yeed, bem como o vilarejo de Washaaqo. Esses assentamentos foram guarnecidos por policiais de Liyu etíopes. Os rebeldes derrotaram as guarnições de Aato e Yeed e começaram a incendiar as bases etíopes em ambas as cidades. De acordo com Harun Maruf, jornalista da Voice of America, dos analistas da Critical Threats Liam Karr e Emily Estelle, bem como funcionários regionais e de inteligência somalis, este primeiro ataque foi uma operação diversionista projetada para facilitar uma invasão em território etíope por outra força do al-Shabaab. Autoridades locais e civis afirmaram que as forças pró-governo posteriormente retomaram Aato e Yeed. Ambos os lados alegaram ter infligido pesadas perdas ao outro.
Em 20 ou 21 de julho de 2022, cerca de 500 combatentes do al-Shabaab cruzaram a fronteira em Yeed a partir de Bakool da Somália para a Zona Afder da Etiópia. A força invasora consistia principalmente de militantes recrutados na própria Etiópia. Os rebeldes avançaram 150 quilômetros (93 milhas) em território etíope. Eles capturaram a cidade de Hulhul, mas foram cercados por forças paramilitares da Região Somali  em 22 de julho. Na batalha seguinte de três dias por Hulhul, a força rebelde foi destruída ou pelo menos forçada a recuar. O governo etíope reivindicou que suas tropas mataram mais de 100 rebeldes do al-Shabaab em Hulhul, e destruíram 13 veículos.
Em 24 ou 25 de julho, um contingente do al-Shabaab de cerca de 200 combatentes fez outra incursão em Ferfer, entrando em confronto com as forças de segurança no vilarejo de Lasqurun. Após alguns combates, este ataque também foi repelido pelas forças de segurança da Região Somali; que alegou ter matado 85 rebeldes durante o confronto. Enquanto isso, a Força de Defesa Nacional da Etiópia enviou reforços para a Região Somali. Neste momento, as autoridades etíopes argumentaram que todos os invasores haviam sido eliminados, embora os analistas de segurança alertassem que alguns rebeldes poderiam ter escapado das linhas defensivas pró-governo. O governo etíope mais tarde admitiu que as operações contra os invasores do al-Shabaab continuavam. De acordo com Critical Threats, uma unidade rebelde entrou na Etiópia a leste de El Barde, e ainda estava ativa entre Gode e Kelafo em 27 de julho. Uma terceira força invasora, contando várias centenas de militantes do al-Shabaab, supostamente também entrou na Etiópia nessa época. Os rebeldes pertencentes a esta força foram posteriormente avistados perto de El Kari, Jaraati e Imi. De acordo com "relatos confiáveis", algumas tropas do al-Shabaab também estavam se movendo em direção a Moyale. Em algum momento durante a invasão, o líder do al-Shabaab, Fu'ad Mohamed Khalaf, visitou Aato e aproveitou a oportunidade para denunciar a polícia de Liyu.
Os militares da Força de Defesa Nacional da Etiópia e da Região Somali começaram a planejar uma contraofensiva contra os insurgentes somalis, e posteriormente lançaram uma série de ataques terrestres e aéreos ao longo da fronteira que infligiram várias perdas aos rebeldes. O governo da Região Somali também anunciou seu plano de criar uma zona tampão ao longo da fronteira para evitar mais incursões rebeldes. Em 29 de julho, Aato regressou ao controle das forças pró-governo, embora tenha sido novamente atacada por uma grande força do al-Shabaab. Em 31 de julho, a Etiópia anunciou que havia matado três comandantes rebeldes na fronteira, embora o al-Shabaab tenha negado isso. Fu'ad Mohamed Khalaf estaria entre os mortos, assim como o comandante chefe da fronteira do al-Shabaab, Ubeda Nur Isse, e um porta-voz.

## Análise
As autoridades da Região Somali alegaram que os invasores do al-Shabaab planejaram avançar até Oromia para coordenar com o Exército de Libertação Oromo. Este ultimo, trava uma insurgência independente contra o governo etíope e tornou-se parte de uma grande aliança rebelde inter-regional em 2021. No entanto, o Long War Journal e outros pesquisadores argumentaram que uma cooperação entre o Exército de Libertação Oromo e al-Shabaab é improvável, já que nenhuma prova independente de ligações entre as duas facções foi apresentada até agora. Além disso, o Exército de Libertação Oromo é um grupo nacionalista secular que contrasta fortemente com o alinhamento fortemente religioso do al-Shabaab. Contrariamente, as alegações oficiais pareciam espelhar declarações anteriores do governo etíope, que repetidamente alegou ligações entre vários grupos insurgentes locais e al-Shabaab para enquadrar quaisquer rebeldes locais como organizações terroristas. O Al-Shabaab também rejeitou anteriormente as acusações de cooperação com os rebeldes etíopes, afirmando que estes últimos eram "não-islâmicos" e "portanto, indignos de seu apoio".
Jornalistas independentes argumentaram que o al-Shabaab provavelmente não estava tentando se coordenar com outros insurgentes, mas, em vez disso, tentando abrir uma nova linha de frente na Etiópia. O analista sobre o Chifre da África, Matt Bryden, argumentou que os rebeldes provavelmente pretendiam avançar para as Montanhas Bale. O Long War Journal especulou que al-Shabaab estava realmente pretendendo explorar as tensões locais e os combates entre vários grupos nas Montanhas Bale, inclusive pelo Exército de Libertação Oromo, para estabelecer suas próprias bases lá.
O ex-oficial do al-Shabaab Omar Mohamed Abu Ayan argumentou que a invasão provavelmente foi conduzida por motivos de propaganda pelos insurgentes somalis.

## Consequências
O governo etíope classificou sua vitória sobre a força invasora como um grande sucesso. O presidente da Região Somali, Mustafa Mohammed Omar, afirmou que visitou as tropas que retomaram Hulhul e agradeceu por seu serviço.